# Diel Spring
Diel Spring (Kingstown, 26 dicembre 2000) è un calciatore sanvincentino, centrocampista del Fitz Hughes Predators e della nazionale sanvincentina.

## Carriera

### Club
Spring ha iniziato la sua carriera calcistica in patria nel Fitz Hughes Predators.
Il 31 luglio 2020 si accasa al Wisła Sandomierz, club militante nella quarta serie polacca, la III liga.

### Nazionale
Nel 2018 ha esordito con la nazionale sanvincentina.

## Statistiche

### Presenze e reti nei club
Statistiche aggiornate al 3 luglio 2022.
| Stagione                     | Squadra                      | Campionato                   | Campionato | Campionato | Coppe nazionali | Coppe nazionali | Coppe nazionali | Coppe continentali | Coppe continentali | Coppe continentali | Altre coppe | Altre coppe | Altre coppe | Totale | Totale |
| Stagione                     | Squadra                      | Comp                         | Pres       | Reti       | Comp            | Pres            | Reti            | Comp               | Pres               | Reti               | Comp        | Pres        | Reti        | Pres   | Reti   |
| ---------------------------- | ---------------------------- | ---------------------------- | ---------- | ---------- | --------------- | --------------- | --------------- | ------------------ | ------------------ | ------------------ | ----------- | ----------- | ----------- | ------ | ------ |
| 2017                         | Fitz Hughes Predators        | PL                           | ?          | ?          | -               | -               | -               | -                  | -                  | -                  | -           | -           | -           | ?      | ?      |
| 2018-2019                    | Fitz Hughes Predators        | PL                           | ?          | ?          | -               | -               | -               | -                  | -                  | -                  | -           | -           | -           | ?      | ?      |
| 2019-2020                    | Fitz Hughes Predators        | PL                           | ?          | ?          | -               | -               | -               | -                  | -                  | -                  | -           | -           | -           | ?      | ?      |
| Totale Fitz Hughes Predators | Totale Fitz Hughes Predators | Totale Fitz Hughes Predators | ?          | ?          |                 | -               | -               |                    | -                  | -                  |             | -           | -           | ?      | ?      |
| 2020-2021                    | Wisła Sandomierz             | 3L                           | 11         | 0          | -               | -               | -               | -                  | -                  | -                  | -           | -           | -           | 11     | 0      |
| 2021-2022                    | Podlasie Biała Podlaska      | 3L                           | 20         | 1          | -               | -               | -               | -                  | -                  | -                  | -           | -           | -           | 20     | 1      |
| Totale carriera              | Totale carriera              | Totale carriera              | 31         | 1          |                 | -               | -               |                    | -                  | -                  |             | -           | -           | 31     | 1      |

### Cronologia presenze e reti in nazionale
| Cronologia completa delle presenze e delle reti in nazionale ― Saint Vincent e Grenadine | Cronologia completa delle presenze e delle reti in nazionale ― Saint Vincent e Grenadine | Cronologia completa delle presenze e delle reti in nazionale ― Saint Vincent e Grenadine | Cronologia completa delle presenze e delle reti in nazionale ― Saint Vincent e Grenadine | Cronologia completa delle presenze e delle reti in nazionale ― Saint Vincent e Grenadine | Cronologia completa delle presenze e delle reti in nazionale ― Saint Vincent e Grenadine | Cronologia completa delle presenze e delle reti in nazionale ― Saint Vincent e Grenadine | Cronologia completa delle presenze e delle reti in nazionale ― Saint Vincent e Grenadine |
| Data                                                                                     | Città                                                                                    | In casa                                                                                  | Risultato                                                                                | Ospiti                                                                                   | Competizione                                                                             | Reti                                                                                     | Note                                                                                     |
| ---------------------------------------------------------------------------------------- | ---------------------------------------------------------------------------------------- | ---------------------------------------------------------------------------------------- | ---------------------------------------------------------------------------------------- | ---------------------------------------------------------------------------------------- | ---------------------------------------------------------------------------------------- | ---------------------------------------------------------------------------------------- | ---------------------------------------------------------------------------------------- |
| 8-9-2018                                                                                 | Kingstown                                                                                | Saint Vincent e Grenadine                                                                | 0 – 2                                                                                    | Nicaragua                                                                                | CONCACAF Nations League 2019-2020 - Qualificazioni                                       | -                                                                                        | 45+1’                                                                                    |
| 30-9-2018                                                                                | Georgetown                                                                               | Saint Vincent e Grenadine                                                                | 1 – 1                                                                                    | Barbados                                                                                 | Amichevole                                                                               | -                                                                                        | 46+1’                                                                                    |
| 12-10-2018                                                                               | Remire-Montjoly                                                                          | Guyana francese                                                                          | 0 – 1                                                                                    | Saint Vincent e Grenadine                                                                | CONCACAF Nations League 2019-2020 - Qualificazioni                                       | -                                                                                        |                                                                                          |
| 18-11-2018                                                                               | Providenciales                                                                           | Turks e Caicos                                                                           | 3 – 2                                                                                    | Saint Vincent e Grenadine                                                                | CONCACAF Nations League 2019-2020 - Qualificazioni                                       | -                                                                                        |                                                                                          |
| 1-3-2019                                                                                 | Kingstown                                                                                | Saint Vincent e Grenadine                                                                | 2 – 0                                                                                    | Barbados                                                                                 | Amichevole                                                                               | -                                                                                        |                                                                                          |
| 3-3-2019                                                                                 | Kingstown                                                                                | Saint Vincent e Grenadine                                                                | 2 – 1                                                                                    | Saint Lucia                                                                              | Amichevole                                                                               | -                                                                                        |                                                                                          |
| 7-3-2019                                                                                 | Kingstown                                                                                | Saint Vincent e Grenadine                                                                | 2 – 1                                                                                    | Dominica                                                                                 | Amichevole                                                                               | -                                                                                        |                                                                                          |
| 9-3-2019                                                                                 | Kingstown                                                                                | Saint Vincent e Grenadine                                                                | 1 – 1                                                                                    | Grenada                                                                                  | Amichevole                                                                               | -                                                                                        | 57’                                                                                      |
| 21-3-2019                                                                                | Kingstown                                                                                | Saint Vincent e Grenadine                                                                | 2 – 1                                                                                    | Bonaire                                                                                  | CONCACAF Nations League 2019-2020 - Qualificazioni                                       | -                                                                                        |                                                                                          |
| 6-9-2019                                                                                 | Managua                                                                                  | Nicaragua                                                                                | 1 – 1                                                                                    | Saint Vincent e Grenadine                                                                | CONCACAF Nations League 2019-2020 - Fase a gironi                                        | -                                                                                        |                                                                                          |
| 9-9-2019                                                                                 | Kingstown                                                                                | Saint Vincent e Grenadine                                                                | 1 – 0                                                                                    | Dominica                                                                                 | CONCACAF Nations League 2019-2020 - Fase a gironi                                        | -                                                                                        |                                                                                          |
| 11-10-2019                                                                               | Kingstown                                                                                | Saint Vincent e Grenadine                                                                | 2 – 2                                                                                    | Suriname                                                                                 | CONCACAF Nations League 2019-2020 - Fase a gironi                                        | -                                                                                        |                                                                                          |
| 15-10-2019                                                                               | Paramaribo                                                                               | Suriname                                                                                 | 0 – 1                                                                                    | Saint Vincent e Grenadine                                                                | CONCACAF Nations League 2019-2020 - Fase a gironi                                        | -                                                                                        |                                                                                          |
| 15-11-2019                                                                               | Kingstown                                                                                | Saint Vincent e Grenadine                                                                | 1 – 0                                                                                    | Nicaragua                                                                                | CONCACAF Nations League 2019-2020 - Fase a gironi                                        | -                                                                                        | 71’                                                                                      |
| 25-3-2021                                                                                | Willemstad                                                                               | Curaçao                                                                                  | 5 – 0                                                                                    | Saint Vincent e Grenadine                                                                | Qual. Mondiali 2022                                                                      | -                                                                                        |                                                                                          |
| 31-3-2021                                                                                | Willemstad                                                                               | Saint Vincent e Grenadine                                                                | 3 – 0                                                                                    | Isole Vergini Britanniche                                                                | Qual. Mondiali 2022                                                                      | -                                                                                        | 74’                                                                                      |
| 5-6-2021                                                                                 | Città del Guatemala                                                                      | Guatemala                                                                                | 10 – 0                                                                                   | Saint Vincent e Grenadine                                                                | Qual. Mondiali 2022                                                                      | -                                                                                        | 32’                                                                                      |
| 8-6-2021                                                                                 | Basseterre                                                                               | Saint Vincent e Grenadine                                                                | 0 – 1                                                                                    | Cuba                                                                                     | Qual. Mondiali 2022                                                                      | -                                                                                        | 79’                                                                                      |
| 6-6-2022                                                                                 | Arnos Vale                                                                               | Saint Vincent e Grenadine                                                                | 2 – 2                                                                                    | Nicaragua                                                                                | CONCACAF Nations League 2022-2023 - Fase a gironi                                        | -                                                                                        |                                                                                          |
| 25-3-2023                                                                                | Managua                                                                                  | Nicaragua                                                                                | 4 – 1                                                                                    | Saint Vincent e Grenadine                                                                | CONCACAF Nations League 2022-2023 - 1º Turno                                             | -                                                                                        | 87’                                                                                      |
| 9-6-2024                                                                                 | Paramaribo                                                                               | Saint Vincent e Grenadine                                                                | 1 – 3                                                                                    | El Salvador                                                                              | Qual. Mondiali 2026                                                                      | -                                                                                        |                                                                                          |
| Totale                                                                                   |                                                                                          | Presenze                                                                                 | 21                                                                                       |                                                                                          | Reti                                                                                     | 0                                                                                        |                                                                                          |